# Pourbaixdiagram

Förenklat Pourbaixdiagram för järn

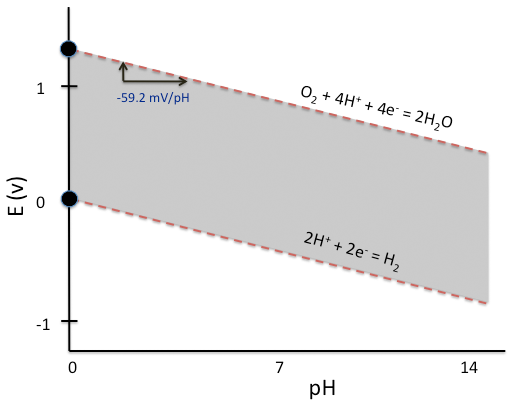
Förenklat Pourbaixdiagram för vatten

Pourbaixdiagram är ett potential-pH-diagram som används inom elektrokemin för att visa när metaller är korrosionsmässigt stabila eller inte. Diagrammet visar inom vilka områden som korrosionen är aktiv, när hydroxider och oxider bildas samt när metallen är termodynamiskt stabil. Det finns en förenklad version av Pourbaixdiagram för vatten (se bild).

## Historia
Pourbaixdiagram introducerades 1945 av den belgiske kemisten Marcel Pourbaix.